# Ethan Luck
Ethan John Luck (ur. 16 października 1978 w Long Beach, Kalifornia, Stany Zjednoczone) – amerykański gitarzysta, fotograf i perkusista, najczęściej kojarzony z grupą ska The O.C. Supertones.

## Zespoły

### Obecne
- Relient K (perkusja) 2008 – obecnie
- John Davis (Superdrag) (gitara/bas) 2005 – obecnie (koncerty)

### Dawne
- Saved (zanim zmieniono nazwę na The O.C. Supertones) (gitara) 1993 – 1994
- Pax (przed zmianą nazwy na PAX217) (gitara) 1994 – 1996
- Project 86 (Bas) 1996
- The Dingees (perkusja) 1996 – 1998
- Value Pac (perkusja) 1998 – 2000
- The O.C. Supertones (gitara) 2000 – 2005
- Grand Incredible (gitara/perkusja) 2001
- Guerilla Rodeo (gitara) 2003
- My Red Hot Nightmare (wokal/gitara) 2005 – 2007
- Demon Hunter (gitara) 2005 – 2009

### Gościnne występy
- The Lonely Hearts (gitara/gitara hawajska)
- Relient K w Spring 07 Tour (gitara hawajska)
- Ginger Sling (perkusja/gitara)
- Bleach (perkusja)
- PAX217 (perkusja)
- Jon Foreman (Switchfoot) (gitara hawajska)
- Paramore (perkusja)

## Dyskografia
- Relient K
  - Let it Snow, Baby... Let it Reindeer – perkusja (wydanie z 2008) – Gotee Records (2007/2008)
  - The Bird and the Bee Sides – perkusja, wokal – Gotee Records(2008)
  - Forget and Not Slow Down – perkusja, wokal -Gotee Records(2009)
- Demon Hunter
  - Storm the Gates of Hell – gitara prowadząca – Solid State Records (2007)
  - The Triptych – gitara prowadząca – Solid State Records (2005)
- My Red Hot Nightmare
  - A Tribute To Superdrag – gitara, wokal – Double D Records (2006)
  - My Other Band, Vol. 1 – wokal, gitara, bas – Mono Vs Stereo (2006)
- The O.C. Supertones
  - Unite – gitara – BEC Recordings (2005)
  - Revenge of the O.C. Supertones – gitara, bas – BEC Recordings (2004)
  - Veggie Rocks! Compilation – wokal, gitara w "I Can Be Your Friend" – Forefront Records (2004)
  - Hi-Fi Revival – gitara – Tooth And Nail Records (2002)
  - Happy Christmas Volume 3 – gitara w "Heaven's Got A Baby" – BEC Recordings (2001)
  - Live! Volume One – gitara – Tooth And Nail Records (2001)
  - Loud and Clear – gitara – BEC Recordings (2000)
- Guerilla Rodeo
  - Ride, Rope and Destroy – gitara – Ministry Of Defense (2004)
- Grand Incredible
  - GIgantic – gitara, perkusja – BEC Recordings (2002)
- The Dingees
  - Happy Christmas volume 1 – perkusja w "We Three Kings" – BEC Recordings (1998)
  - Armageddon Massive – perkusja – BEC Recordings (1998)